# Trastorno obsesivo-compulsivo relacional
En psicología, el trastorno obsesivo-compulsivo relacional  (TOCR ) es una presentación del trastorno obsesivo-compulsivo que se centra en las relaciones cercanas (románticas, paternales, e individuales, o bien hacia una persona desconocida). Dichas obsesiones pueden llegar a ser extremadamente angustiosas y debilitadoras, creando un impacto negativo en el funcionamiento del individuo.

## Trastorno obsesivo-compulsivo
El trastorno obsesivo-compulsivo comprende pensamientos, imágenes o impulsos que no son deseados, angustiosos e interfieren con la vida de la persona, y que se experimentan comúnmente como contradictorios a las creencias y valores de la persona. Dichos pensamientos intrusivos están seguidos frecuentemente por actos compulsivos destinados a “neutralizar” las consecuencias temidas de las intrusiones y a aliviar temporalmente la ansiedad causada por las obsesiones. Los intentos de suprimir o “neutralizar” las obsesiones aumentan, en vez de disminuir, la frecuencia y la angustia causada por las obsesiones. Los temas obsesivos comunes incluyen miedo a la contaminación, miedo de ser responsable de causar daño a uno mismo u otros, dudas, y orden. Sin embargo, la gente con TOC también puede tener obsesiones religiosas y sexuales.
El TOC puede experimentarse también dentro del dominio de las relaciones cercanas. Puede incluir obsesiones relacionadas con la forma en que el individual se siente en una relación en curso o la forma en que se sintió en relaciones pasadas (TOCR). Los síntomas pueden incluir pensamientos repetitivos sobre los sentimientos de la persona hacia su pareja intima, su hijo o su Dios. Los síntomas del TOCR a menudo implican también preocupaciones con los defectos de la pareja relacional. En el TOCR dichas preocupaciones son indeseadas, intrusivas, crónicas e incapacitantes.

## Síntomas

### General
Las obsesiones generalmente se centran en áreas importantes de la vida de la persona como relaciones intimas/cercanas, y pueden convertirse fácilmente en un área para obsesiones en gente vulnerable al TOC. La gente con TOC relacional generalmente muestra síntomas centrados en la relación misma o en los defectos de la pareja. El foco de tales síntomas puede ser la pareja intima de uno, su hijo o su Dios.

### Síntomas centrados en la relación
La persona puede dudar continuamente si sus sentimientos hacia la pareja relacional son fuertes o verdaderos, si la relación se siente “correcta” y si los sentimientos de la pareja relacional son igual de verdaderos o reales. Las obsesiones centradas en la relación pueden ocurrir en relaciones intimas románticas, con respecto a los sentimientos de uno hacia Dios o en otras relaciones cercanas. A menudo, este tipo de pensamientos obsesivos reaparecen sin el control ni la voluntad de la persona, incluso cuando la persona sabe que estos pensamientos no son ciertos. Sin embargo, el hecho de que los pensamientos vuelvan repetidamente conduce a un aumento de las dudas acerca de sus sentimientos y por lo tanto acerca de la relación. Una persona con síntomas centrados en la relación mantiene un seguimiento continuo de sus emociones y pensamientos, trata de reasegurarse a sí mismo que siente los sentimientos correctos. Estas personas suelen evitar las situaciones que les hacen dudar de sus sentimientos (por ejemplo, ver una película romántica o mirar a otras personas rezando).

### Síntomas centrados en la pareja
Otra forma de TOCR incluye la preocupación, la comprobación, y comportamientos de búsqueda de reaseguro, todos relacionados con los defectos de la pareja relacional percibidos. En lugar de encontrar lo bueno en su pareja romántica o hijo, se centran constantemente en sus defectos. A menudo exageran estos defectos y se sienten mal por tener tales pensamientos. El hecho de no ser capaces de concentrarse en nada más que estos defectos provoca altos niveles de ansiedad.

## Causas
Como otras formas de TOC, se cree que hay factores psicológicos y biológicos jugando un papel en el desarrollo y mantenimiento de TOCR. Además de las formas de pensar y comportarse no adaptativas identificadas como importantes en el TOC, existen modelos de TOCR que sugieren que la excesiva dependencia en las relaciones para los sentimientos de autoestima y miedo al abandono de la persona (véase también la teoría del apego) pueden incrementar la vulnerabilidad y mantener los síntomas del TOCR.